# Cross-Field-Antenne
Cross-Field-Antenna (kurz CFA), auch EH-Antenne, ist die Bezeichnung für einen Antennentyp für Langwelle, Mittelwelle und Kurzwelle, bei dem die elektrische (E) und die magnetische (H) Feldkomponente der zu erzeugenden elektromagnetischen Welle jeweils in unterschiedlichen Komponenten der Antenne erzeugt werden.

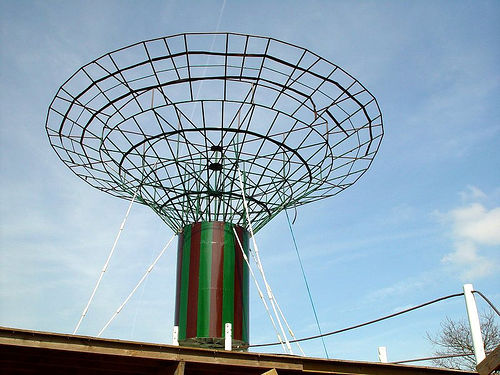
Cross-Field-Antenna

Im Prinzip stellt die CFA eine Form des Tesla-Transformators dar. Praktisch wie auch mathematisch lässt es sich nachweisen, dass zwischen derartig aufgebauten Resonanzgebilden geringe Streuverluste auftreten, was sie für eine drahtlose Energieübertragung interessant macht, um etwa Batterien in kabellosen Geräten berührungslos zu laden.
Optimale Abstrahlung wird nur dann erreicht, wenn das E-Feld und das H-Feld um 90° zueinander phasenverschoben sowie senkrecht zueinander und senkrecht zur Abstrahlrichtung erzeugt werden (mit anderen Worten: wirksam nur im unmittelbaren Nahfeld).
Das Konstruktionsziel dieser Antenne wurde klar verfehlt. Dieses bestand darin, bei wesentlich geringerer Bauhöhe die gleiche Effizienz einer konventionellen Sendeantenne (beispielsweise selbststrahlender Sendemast oder konventioneller Dipol) zu erreichen. Im Vergleich zu Antennen mit abgestimmten Längen besitzt die CFA zwar potentiell eine höhere Bandbreite; diese geht jedoch mit übermäßigen Antennenverlusten einher. 
Praktische Experimente bestätigen, dass die Cross-Field-Antenne sorgfältig abgeglichen werden muss und dass ihre Effizienz deutlich geringer ist als diejenige des herkömmlichen Dipols oder der Rahmenantenne.
Andere Untersuchungen zeigen angeblich bei einer CFA für 20 m Wellenlänge eine gegenüber einem stehenden Viertelwellendipol bessere waagerechte Bündelung bzw. weniger Abstrahlung nach unten und oben sowie in der Folge eine größere Reichweite.